# География на Лесото
Лесото е държава в Южна Африка, без излаз на море (до брега на Индийския океан са 160 km), анклав на територията на Република Южна Африка, разположена между 28°34′ и 30°41′ ю.ш. и 27°01′ и 29°27′ и.д. Дължината на границата с РЮА е 780 km. Простира се на 240 km от север на юг и на също толкова km от запад на изток. В тези си граници заема площ от 30 355 km². Населението към 1.1.2018 г. възлиза на 2 100 000 души. Столица е град Масеру.

## Релеф, геоложки строеж
Северозападната част на Лесото се заема от платото Басуто, със средна надморска височина 2300 – 3000 m, изградено от пясъчници и шисти, препокрити отгоре от базалти. От изток и юг платото е обградено от Драконовите планини с максимална височина връх Табана Нтленяна (3482 m). Лесото е държавата в света, на която най-ниската точка е най-високо разположена от всички държави в света без излаз на море – 1385 m н.в., на брега на Оранжевата река, в югозападната част на страната.

## Климат, води
Климатът на страната е субтропичен, рязко континентален. Средната температура на най-топлия месец (януари) е 25 – 26°С, а на най-хладния (юли) – 15°С, но често през зимата температурите падат под 0°С, а в планините се задържа снежна покривка. Количеството на валежите намалява от изток на запад от 1000 до 750 mm, като максимумът им е през лятото. Реките на страната са с планински характер, с бързеи и прагове и притежават големи хидроенергийни запаси. От североизточната част на страната води началото си най-голямата река в РЮА – Оранжевата река (2200* km), която протича през източната и южната част на Лесото с най-горното си течение. Нейни основни притоци са предимно десни: Семена, Синцгуняне, Корнетспрейт и Каледон (480* km).

## Почви, растителност
Почвите в западната част на страната пясъчни, маломощни, а в източната вулканични, плодородни. Растителността е представена предимно от тревиста степ, а в Драконовите планини – от храсталаци и планински алпийски пасища.